# Teen Choice Awards 2011
Teen Choice Awards 2011 byly udělovány 7. srpna 2011 a vysílaly se živě na televizním kanálu Fox. Moderátorkou pořadu pro tento rok byla Kaley Cuoco. Toto je poprvé, co byly tyto ceny vysílány živě od roku 2007.

## Sledovanost
Pořad v den vysílání sledovalo 3,17 milionů Američanů a získal rating 1.1/3 ve věkové skupině 18–49 let.

## Hudební vystoupení
- will.i.am (DJ)
- Selena Gomez & the Scene – „Love You Like a Love Song"
- Jason Derülo – „Don't Wanna Go Home"
- OneRepublic – „Good Life"

## Vystupující
- Charice
- Tyra Banks
- Taylor Swift
- Jason Bateman
- Cat Deeley
- Demi Lovato
- Taylor Lautner
- Kellan Lutz
- Nikki Reed
- Zooey Deschanel
- Joel McHale
- The Black Eyed Peas
- Justin Bieber
- Cameron Diaz
- Kim Kardashian
- Kourtney Kardashian
- Khloé Kardashian
- Victoria Justice
- Ed Helms
- Shaun White
- Lucy Hale
- Tom Felton
- Rupert Grint
- Rachel Bilson
- Paul Wesley
- Katerina Graham
- Christopher Mintz-Plasse
- Shane West
- John Cena
- The Miz
- Tyler Posey
- Avril Lavigne
- Joe Jonas
- Rebecca Black
- Nina Dobrev
- Ian Somerhalder
- Vanessa Marano
- Katie Leclerc
- Ashley Greene
- Blake Lively
- Emma Stoneová
- Daniel Radcliffe

## Ceny

### Film
| Akční film | Herec v akčním filmu |
| --- | --- |
| - Rychle a zběsile 5 - Faster - Scott Pilgrim proti zbytku světa - Cizinec - Nezastavitelný | - Johnny Depp, Cizinec - Vin Diesel, Rychle a zběsile 5 - Dwayne Johnson, Rychle a zběsile 5 a Faster - Paul Walker, Rychle a zběsile 5 - Michael Cera, Scott Pilgrim proti zbytku světa                                     |
| Herečka v akčním filmu | Drama |
| - Angelina Jolie, Cizinec - Carla Gugino, Faster - Jordana Brewster, Rychle a zběsile 5 - Rosario Dawson, Nezastavitelný - Mary Elizabeth Winstead, Scott Pilgrim proti zbytku světa | - Černá labuť - Voda pro slony - Spolubydlící - Všemocný - Surfařka |
| Herec v dramatickém filmu | Herečka v dramatickém filmu |
| - Robert Pattinson, Voda pro slony - Bradley Cooper, Všemocný - Jesse Eisenberg, The Social Network - Cam Gigandet, Spolubydlící - Shia LaBeouf, Wall Street: Peníze nikdy nespí | - Natalie Portman, Černá labuť - Minka Kelly, Spolubydlící - Leighton Meesterová, Síla country - AnnaSophia Robbová, Surfařka - Reese Witherspoonová, Voda pro slony                                                         |
| Romantická komedie | Herec v romantické komedii |
| - Panna nebo orel - Zkus mě rozesmát - Pod jednou střechou - Hlavně nezávazně - Tvůj snoubenec, můj milenec | - Ashton Kutcher, Hlavně nezávazně - Penn Badgley, Panna nebo orel - Josh Duhamel, Pod jednou střechou - John Krasinski, Tvůj snoubenec, můj milenec - Adam Sandler, Zkus mě rozesmát                                        |
| Herečka v romantické komedii | Komedie |
| - Emma Stoneová, Panna nebo orel - Jennifer Aniston, Zkus mě rozesmát - Ginnifer Goodwin, Tvůj snoubenec, můj milenec - Natalie Portman, Hlavně nezávazně - Emma Roberts, Umění zapadnout                                                                                                 | - Zkažená úča - Ženy sobě - Na doraz - Fotři jsou lotři - Benga v záloze |
| Herec v komedii | Herečka v komedii |
| - Justin Timberlake, Zkažená úča - Russell Brand, Arthur - Will Ferrell, Benga v záloze - Zach Galifianakis, Na doraz a Pařba v Bankoku - Ed Helms, Pařba v Bankoku | - Cameron Diaz, Zkažená úča - Anna Faris, Noc je ještě mladá - Eva Mendes, Benga v záloze - Maya Rudolph, Ženy sobě - Kristen Wiigová, Ženy sobě                                                                             |
| Horor | Sci-Fi/Fantasy |
| - Paranormal Activity 2 - Ať vejde ten pravý - Piraňa 3D - Saw 7 - Vřískot 4 | - Harry Potter a Relikvie smrti – část 1 - Super 8 - X-Men: První třída - Twilight sága: Zatmění - Piráti z Karibiku: Na vlnách podivna                                                                                      |
| Herec ve Sci-Fi/Fantasy | Herečka ve Sci-Fi/Fantasy |
| - Taylor Lautner, Twilight sága: Zatmění - Robert Pattinson, Twilight sága: Zatmění - Ryan Reynolds, Green Lantern - Johnny Depp, Piráti z Karibiku: Na vlnách podivna - Daniel Radcliffe, Harry Potter a Relikvie smrti – část 1                                                         | - Emma Watsonová, Harry Potter a Relikvie smrti – část 1 - Penélope Cruz, Piráti z Karibiku: Na vlnách podivna - Kristen Stewart, Twilight sága: Zatmění - Blake Lively, Green Lantern - Elle Fanning, Super 8               |
| Hlas | Padouch |
| - Johnny Depp, Rango - Zachary Levi, Na vlásku - Justin Timberlake, Méďa Béďa - Jack Black, Kung Fu Panda 2 - Anne Hathawayová, Rio | - Tom Felton, Harry Potter a Relikvie smrti – část 1 - Bryce Dallas Howard, Twilight sága: Zatmění - Leighton Meesterová, Spolubydlící - Kevin Bacon, X-Men: První třída - Ian McShane, Piráti z Karibiku: Na vlnách podivna |
| Zloděj scén: muž | Zloděj scén: žena |
| - Kellan Lutz, Twilight sága: Zatmění - Riley Griffiths, Super 8 - Andrew Garfield, The Social Network - Ken Jeong, Pařba v Bankoku - Justin Timberlake, The Social Network | - Ashley Greene, Twilight sága: Zatmění - Mila Kunis, Černá labuť - Melissa McCarthy, Ženy sobě - Alyson Michalka, Spolubydlící a Panna nebo orel - opice Crystal, Pařba v Bankoku                                           |
| Průlomový muž | Průlomová žena |
| - Alex Pettyfer, Jsem číslo čtyři, Netvor - Armie Hammer, The Social Network - Chris Hemsworth, Thor - Joel Courtney, Super 8 - Xavier Samuel, Twilight sága: Zatmění | - Brooklyn Decker, Zkus mě rozesmát - Hailee Steinfeld, Opravdová kuráž - Jennifer Lawrenceová, X-Men: První třída - Olivia Wildeová, Tron: Legacy 3D - Zoë Kravitz, X-Men: První třída                                      |
| Nejlepší polibek | Nejlepší záchvat vzteku |
| - Emma Watsonová a Daniel Radcliffe, Harry Potter a Relikvie smrti – část 1 - Kristen Stewart a Taylor Lautner, Twilight sága: Zatmění - Kristen Stewart a Robert Pattinson, Twilight sága: Zatmění - Vanessa Hudgens a Alex Pettyfer, Netvor - Mila Kunis a Natalie Portman, Černá labuť | - Ed Helms, Pařba v Bankoku - Robert Downey Jr., Na doraz - Mark Wahlberg, Benga v záloze - Kristen Wiigová, Ženy sobě - Mimozemšťan, Super 8                                                                                |
| Chemie | |
| - Adam Sandler a Jennifer Aniston, Zkus mě rozesmát - Will Ferrell a Mark Wahlberg, Benga v záloze - Ed Helms, Zach Galifianakis a Bradley Cooper, Pařba v Bankoku - Obsazení filmu Super 8 - Obsazení filmu X-Men: První třída                                                           | |

### Hudba
| Zpěvák | Zpěvačka |
| --- | --- |
| - CeeLo Green - Jason Derülo - Justin Bieber - Enrique Iglesias - Bruno Mars | - Adele - Lady Gaga - Katy Perry - Rihanna - Taylor Swift |
| Hudební skupina | R&B/Hip-Hopový umělec |
| - The Black Eyed Peas - Far East Movement - Obsazení seriálu Glee - Selena Gomez & the Scene - The Script | - Eminem - Lupe Fiasco - Nicki Minaj - Pitbull - Kanye West |
| Rockový umělec | Rocková píseň |
| - 30 Seconds to Mars - Foo Fighters - Linkin Park - OneRepublic - Paramore | - „Rope“, Foo Fighters - „Waiting for the End“, Linkin Park - „Sing“, My Chemical Romance - „Good Life“, OneRepublic - „Monster“, Paramore                                                 |
| R&B/Hip-Hopová píseň | Píseň o lásce |
| - „Don't Wanna Go Home“, Jason Derülo - „Run the World (Girls)“, Beyoncé - „Just Can't Get Enough“, The Black Eyed Peas - „I Need a Doctor“, Dr. Dre featuring Eminem a Skylar Grey - „All of the Lights“, Kanye West featuring Rihanna | - „Come Down with Love“, Allstar Weekend - „Love You Like a Love Song“, Selena Gomez & the Scene - „Just the Way You Are“, Bruno Mars - „Teenage Dream“, Katy Perry - „Mine“, Taylor Swift |
| Singl | Country singl |
| - „Who Says“, Selena Gomez & the Scene - „The Time (Dirty Bit)“, The Black Eyed Peas - „Born This Way“, Lady Gaga - „Firework“, Katy Perry - „Give Me Everything“, Pitbull featuring Afrojack, Ne-Yo a Nayer                            | - „If I Die Young“, The Band Perry - „Country Girl (Shake It for Me)“, Luke Bryan - „Just a Kiss“, Lady Antebellum - „Honey Bee“, Blake Shelton - „Mean“, Taylor Swift                     |
| Country zpěvák | Country zpěvačka |
| - Jason Aldean - Luke Bryan - Brad Paisley - Blake Shelton - Keith Urban | - Miranda Lambert - Jennette McCurdy - Kellie Pickler - Taylor Swift - Carrie Underwood |
| Country skupina | Rozchodová píseň |
| - Lady Antebellum - The Band Perry - Rascal Flatts - Steel Magnolia - Little Big Town | - „Rolling in the Deep“, Adele - „Forget You“, CeeLo Green - „See No More“, Joe Jonas - „Grenade“, Bruno Mars - „Back to December“, Taylor Swift                                           |
| Průlomový umělec | |
| - Scotty McCreery - Wiz Khalifa - Javier Colon - Adele - Bruno Mars | |

### Televize
| Drama | Herec: drama |
| --- | --- |
| - Sběratelé kostí - Super drbna - Dr. House - Make It or Break It - Tajný život amerických teenagerů                                                                                   | - Penn Badgley, Super drbna - David Boreanaz, Sběratelé kostí - Chace Crawford, Super drbna - Daren Kagasoff, Tajný život amerických teenagerů - Hugh Laurie, Dr. House          |
| Herečka: drama | Fantasy/Sci-Fi |
| - Emily Deschanelová, Sběratelé kostí - Blake Lively, Super drbna - Josie Loren, Make It or Break It - Olivia Wildeová, Dr. House - Shailene Woodley, Tajný život amerických teenagerů | - Hranice nemožného - Smallville - Lovci duchů - Vlčí mládě - Upíří deníky |
| Herec: Fantasy/Sci-Fi | Herečka: Fantasy/Sci-Fi |
| - Joshua Jackson, Hranice nemožného - Jared Padalecki, Lovci duchů - Ian Somerhalder, Upíří deníky - Tom Welling, Smallville - Paul Wesley, Upíří deníky                               | - Nina Dobrev, Upíří deníky - Erica Durance, Smallville - Anna Paquin, Pravá krev - Crystal Reed, Vlčí mládě - Anna Torv, Hranice nemožného                                      |
| Akce | Herec: akce |
| - Status: Nežádoucí - Chuck - Hawaii 5-0 - Námořní vyšetřovací služba L. A. - Nikita                                                                                                   | - Jeffrey Donovan, Status: Nežádoucí - Daniel Dae Kim, Hawaii 5-0 - Zachary Levi, Chuck - LL Cool J, Námořní vyšetřovací služba L. A. - Shane West, Nikita                       |
| Herečka: akce | Komedie |
| - Lyndsy Fonseca, Nikita - Linda Hunt, Námořní vyšetřovací služba L. A. - Grace Park, Hawaii 5-0 - Maggie Q, Nikita - Yvonne Strahovski, Chuck                                         | - Glee - Teorie velkého třesku - iCarly - Taková moderní rodinka - Kouzelníci z Waverly                                                                                          |
| Herec: komedie | Herečka: komedie |
| - Cory Monteith, Glee - Ty Burrell, Taková moderní rodinka - Steve Carell, Kancl - John Krasinski, Kancl - Jim Parsons, Teorie velkého třesku                                          | - Miranda Cosgroveová, iCarly - Kaley Cuoco, Teorie velkého třesku - Miley Cyrus, Hannah Montana - Selena Gomez, Kouzelníci z Waverly - Demi Lovato, Sonny ve velkém světě       |
| Animovaný pořad | Osobnost |
| - Americký táta - Bobovy burgery - Cleveland show - Griffinovi - Simpsonovi | - Christina Aguilera, The Voice - Adam Levine, The Voice - Jennifer Lopez, American Idol - Ryan Seacrest, American Idol - Tyra Banks, Amerika hledá topmodelku                   |
| Soutěžní reality show | Reality Show |
| - American Idol - Randy Jackson uvádí: Nejlepší Americká Dance Crew - Umíte tančit? - The Voice - Drtivá porážka                                                                       | - Pařba v Jersey Shore - Khloe a Lamar - Kourtney a Kim dobývají New York - The Real World: Las Vegas - Secret Millionaire                                                       |
| Mužská hvězda reality show | Ženská hvězda reality show |
| - Paul DelVecchio, Pařba v Jersey Shore - Rob Dyrdek, Fantasy Factory - Lamar Odom, Khloe a Lamar - Mike Sorrentino, Pařba v Jersey Shore - Brad Womack, The Bachelor                  | - Laurieann Gibson, The Dance Scene - Chelsea Handler, After Lately - Kardashianovi, Držte krok s Kardashians - Audrina Patridge, Audrina - Nicole Polizzi, Pařba v Jersey Shore |
| Zloduch | Zloděj scén: muž |
| - Justin Bieber, Námořní vyšetřovací služba - Jane Lynch, Glee - Seth MacFarlane (jako Stewie Griffin), Griffinovi - Joseph Morgan, Upíří deníky - Ed Westwick, Super drbna            | - Chris Colfer, Glee - Eric Stonestreet, Taková moderní rodinka - Michael Trevino, Upíří deníky - Rico Rodriguez, Taková moderní rodinka - Mark Salling, Glee                    |
| Zloděj scén: žena | Průlomový pořad |
| - Dianna Agron, Glee - Katerina Graham, Upíří deníky - Jennette McCurdy, iCarly - Amber Riley, Glee - Sofía Vergara, Taková moderní rodinka                                            | - Těžký časy RJ Bergera - The Voice - Živí mrtví - Vychovávat Hope - Nine Lives of Chloe King                                                                                    |
| Průlomová hvězda | |
| - Skyler Samuels, Nine Lives of Chloe King - Tyler Posey, Vlčí mládě - Sean Berdy, Záměna - Katie Leclerc, Záměna - Darren Criss, Glee                                                 | |

### Léto
| Letní film | Letní filmová hvězda — žena |
| --- | --- |
| - Transformers 3 - Harry Potter a Relikvie smrti – část 2 - Captain America: První Avenger - Monte Carlo - Šéfové na zabití                                                                                | - Rosie Huntington-Whiteleyová, Transformers 3 - Mila Kunis, Kamarád taky rád - Selena Gomez, Monte Carlo - Emma Watsonová, Harry Potter a Relikvie smrti – část 2 - Rosario Dawson, Ošetřovatel |
| Latní filmová hvězda — muž | Letní televizní pořad |
| - Justin Timberlake, Kamarád taky rád - Shia LaBeouf, Transformers 3 - Chris Evans, Captain America: První Avenger - Daniel Radcliffe, Harry Potter a Relikvie smrti – část 2 - Cory Monteith, Monte Carlo | - Držte krok s Kardashians - Prolhané krásky - Umíte tančit? - Záměna - Vlčí mládě |
| Letní televizní hvězda — muž | Letní televizní hvězda — žena |
| - Ian Harding, Prolhané krásky - Keegan Allen, Prolhané krásky - Lucas Grabeel, Záměna - Noah Wyle, Falling Skies - Tyler Posey, Vlčí mládě                                                                | - Crystal Reed, Vlčí mládě - Lucy Hale, Prolhané krásky - Raven-Symoné, State of Georgia - Troian Bellisario, Prolhané krásky - Vanessa Marano, Záměna                                           |
| Letní hudební hvězda — Muž | Letní hudební hvězda — Žena |
| - Bruno Mars - David Guetta - Jason Derülo - Lil Wayne - Pitbull | - Beyoncé - Britney Spears - Demi Lovato - Katy Perry - Selena Gomez |
| Letní píseň | |
| - „Last Friday Night", Katy Perry - „Party Rock Anthem", LMFAO (Featuring Lauren Bennett & GoonRock) - „Skyscraper", Demi Lovato - „Super Bass", Nicki Minaj - „The Lazy Song", Bruno Mars                 | |

### Další
| Sportovkyně                                                                                         | Sportovec                                                                              |
| --------------------------------------------------------------------------------------------------- | -------------------------------------------------------------------------------------- |
| - Danica Patrick - Lindsey Vonn - Maria Šarapovová - Serena Williams - Shawn Johnson                | - Albert Pujols - Dirk Nowitzki - Manny Pacquiao - Alex Rodriguez - Shaun White        |
| Komik                                                                                               | Krásná žena                                                                            |
| - Andy Samberg - Daniel Tosh - Ellen DeGeneres - George Lopez - Jimmy Fallon                        | - Kim Kardashian - Mila Kunis - Selena Gomez - Nina Dobrev - Minka Kelly               |
| Krásný muž                                                                                          | Nejlepší přispívatel na Twitteru                                                       |
| - Joe Jonas - Taylor Lautner - Robert Pattinson - Ian Somerhalder - Justin Bieber                   | - Ashton Kutcher - Demi Lovato - Ellen DeGeneres - Justin Bieber - Homer Simpson       |
| Mužská ikona červeného koberce                                                                      | Ženská ikona červeného koberce                                                         |
| - Justin Bieber - Chris Colfer - Zac Efron - Jaden Smith - Justin Timberlake                        | - Lady Gaga - Miley Cyrus - Jennifer Lopez - Taylor Swift - Vanessa Hudgens            |
| Upír                                                                                                | Internetová hvězda                                                                     |
| - Ian Somerhalder - Paul Wesley - Robert Pattinson - Nina Dobrev - Nikki Reed - Alexander Skarsgård | - Rebecca Black - Shane Dawson - Keenan Cahill - Elle a Blair Fowler - Sgt Scott Moore |
| Speciální cena — Ultimate Choice Award                                                              | Speciální cena — Acuvue Inspire Award                                                  |
| - Taylor Swift                                                                                      | - Demi Lovato                                                                          |